# Манушкино (Киришский район)
Манушкино — деревня в Глажевском сельском поселении Киришского района Ленинградской области.

## История
МАКУШКИНА — деревня принадлежит Казённому ведомству, число жителей по ревизии: 31 м. п., 29 ж. п. (1838 год)

Как деревня Манушкино она обозначена на «Специальной карте западной части России» Ф. Ф. Шуберта 1844 года.

МАНУШКИНО — деревня Ведомства государственного имущества по просёлочной дороге, число дворов — 19, число душ — 30 м. п. (1856 год)

МАНУШКИНО — деревня казённая при реке Волхове, число дворов — 19, число жителей: 37 м. п., 31 ж. п.; Часовня православная. (1862 год)

Согласно епархиальным сведениям 1899 года деревня относилась к приходу Владимирской церкви (Введения Пресвятой Богородицы), ранее Михайловского погоста, в селе Глажево.
В конце XIX — начале XX века деревня административно относилась к Глажевской волости 5-го земского участка 1-го стана Новоладожского уезда Санкт-Петербургской губернии.
По данным «Памятной книжки Санкт-Петербургской губернии» за 1905 год деревня Манушкино входила в состав Наволокского сельского общества.

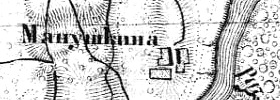
Деревня Манушкино на карте 1915 года

Согласно карте Петроградской и Новгородской губерний 1915 года деревня называлась Манушкина.
С 1917 по 1923 год деревня Манушкино входила в состав Манушкинского сельсовета Глажевской волости Новоладожского уезда.
С 1923 года в составе Подсопского сельсовета Глажевской волости Волховского уезда.
Согласно данным переписи населения СССР 1926 года в деревне Манушкино проживали 144 человека — все русские. 
С 1927 года в составе Андреевского района.
С 1928 года в составе Глажевского сельсовета. В 1928 году население деревни Манушкино составляло 144 человека.
С 1931 года в составе Киришского района.
Согласно карте Ленинградской области Северо-западного аэрогеодезического треста ГГУ издания 1932 года деревня насчитывала 14 крестьянских дворов. К северу от деревни находилась ветряная мельница.
По данным 1933 года деревня Манушкино входила в состав Глажевского сельсовета.

План деревни Манушкино. 1937 год

Согласно топографической карте РККА 1937 года деревня насчитывала 25 крестьянских дворов. В деревне был организован колхоз «Сопки».
Согласно переписи населения СССР 1939 года в деревне Манушкино проживали 65 мужчин и 69 женщин, всего 134 человека.
С 1963 года в составе Волховского района.
С 1965 года вновь составе Киришского района. В 1965 году население деревни Манушкино составляло 69 человек.
По данным 1966, 1973 и 1990 годов деревня Манушкино также входила в состав Глажевского сельсовета.
В 1997 году в деревне Манушкино Глажевской волости проживали 13 человек, в 2002 году — 11 (русские — 91 %).
В 2007 году в деревне Манушкино Глажевского СП проживали 16 человек, в 2010 году — 11.

## География
Деревня расположена в северо-западной части района близ автодороги 41А-006 (Зуево — Новая Ладога).
Расстояние до административного центра поселения — 2 км.
Расстояние до ближайшей железнодорожной станции Глажево — 2 км.
Деревня находится на левом берегу реки Волхов.

## Демография
| 1838 | 1862 | 1928 | 1965 | 1997 | 2002 | 2007 |
| ---- | ---- | ---- | ---- | ---- | ---- | ---- |
| 60   | ↗68  | ↗144 | ↘69  | ↘13  | ↘11  | ↗16  |
| 2010 | 2017 |      |      |      |      |      |
| ↘11  | ↗18  |      |      |      |      |      |

### Национальный состав
Согласно данным Всероссийской переписи населения 2021 года в деревне проживали 25 человек, из них:
 русские — 15, армяне — 9, один человек национальность не указал.